# ルーガ川

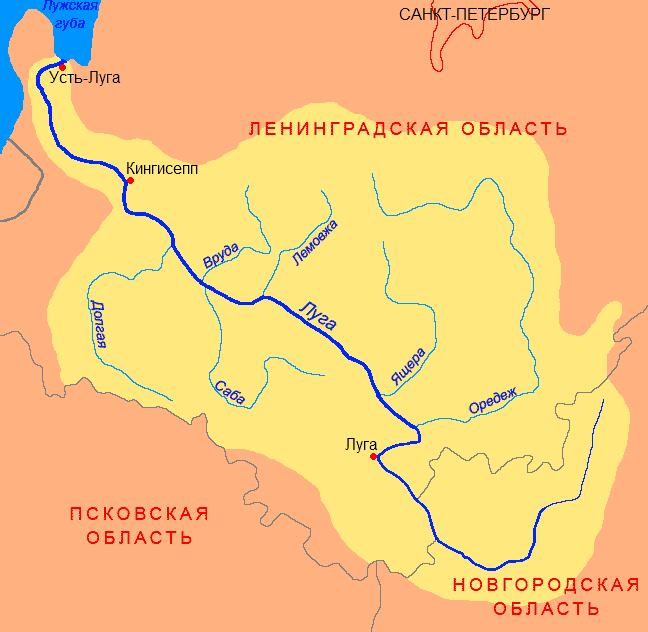
ルーガ川流路
赤点：主な自治体。Луга：ルーガ、Кингисепп：キンギセップ、Усть-Луга：ウスチ・ルーガ

ルーガ川（ルーガがわ、ロシア語: Луга、ヴォート語:Laukaa、イングリア語:Loukka、フィンランド語: Laukaanjoki）は、ロシアのノヴゴロド州、レニングラード州を流れる川である。全長353km、流域面積13200km²、河口から60km²の地点での平均水量は93m³/秒。

## 自然地理
ノヴゴロド州のチョーソフスキー沼に端を発し、フィンランド湾のルーガ浦(ru)に注ぐ。北部・中部ではヴィブヤ川という名でも呼ばれる。12月初めに凍結し、4月初めに氷解する。春の増水(ru)期の水は、両河川をつなぐロッソニ川(ru)を通してナルヴァ川の河口付近へと流出させている。モレーンによる高台・連丘との交点では、Сабскии急流、キンギセップ急流が形成されている。瀬の多い区間の川床では礫岩や石灰岩の板岩が見られる。地形の影響で、氾濫原は断続的にのみ広がる。

## 経済地理
ルーガ川と交わる道路・鉄道路線についてはru:Луга (река)#Переправы через Лугу参照
ルーガ川の水は、流域のルーガ、キンギセップへ配給されている。急流によって分断されているが、随所で船舶の往来が可能である。船舶のサイズや装備に関しては1990年代以降特に定められていない。流路にはキンギセップ小水力発電所(ru)が設置されている。また河口のウスチ・ルーガ(ru)には港が建設されている（なおウスチ・ルーガとはルーガの河口の意）。

## 関連画像

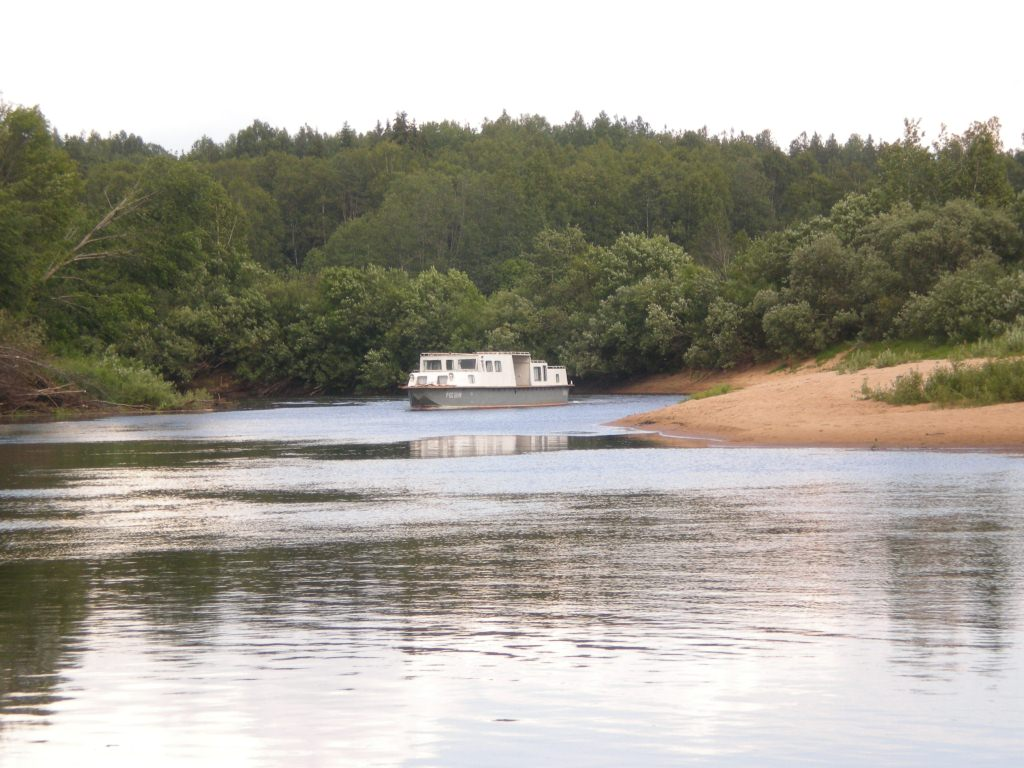
ジェレゾ(ru)内
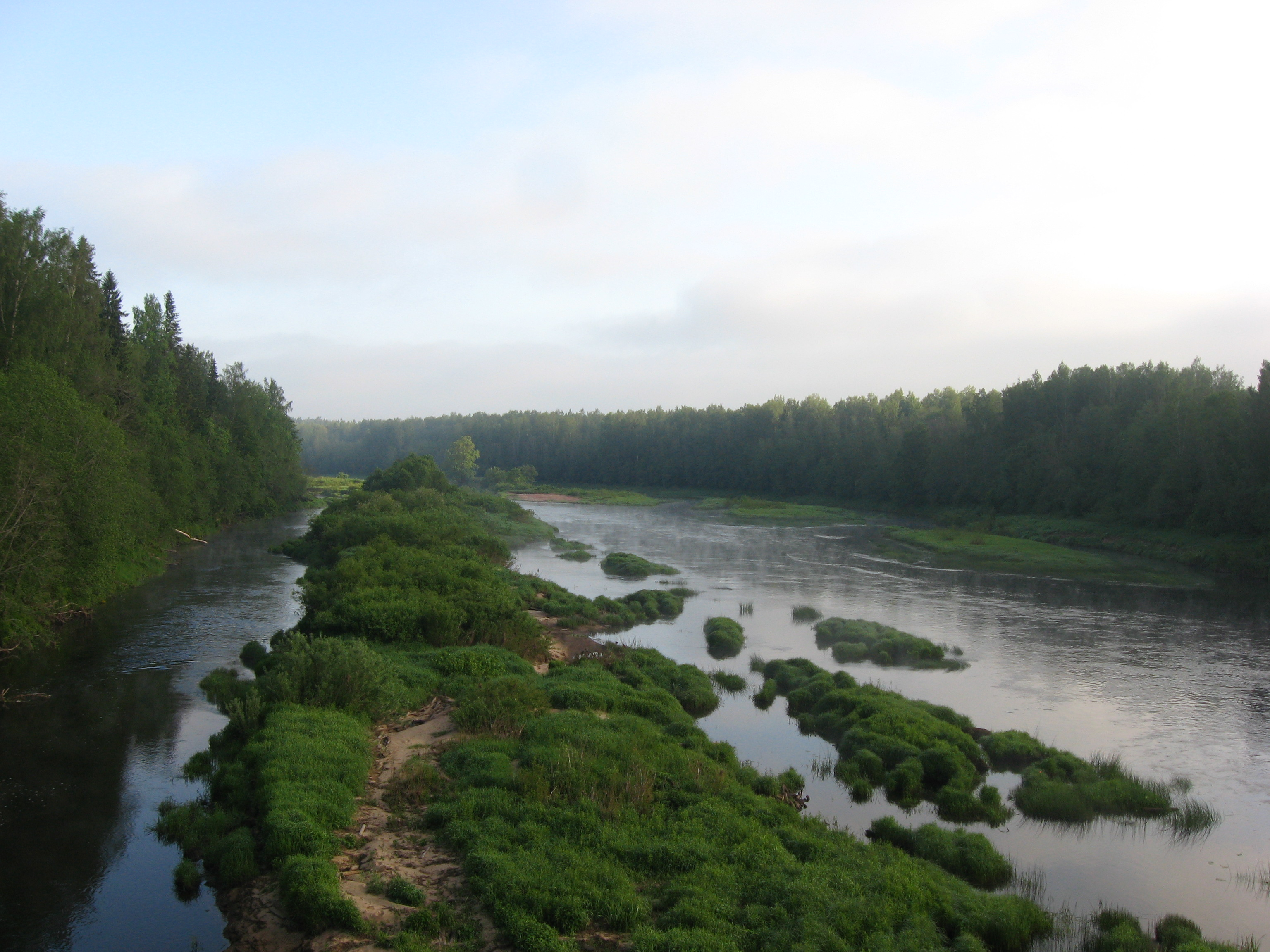
ポレチエ(ru)内
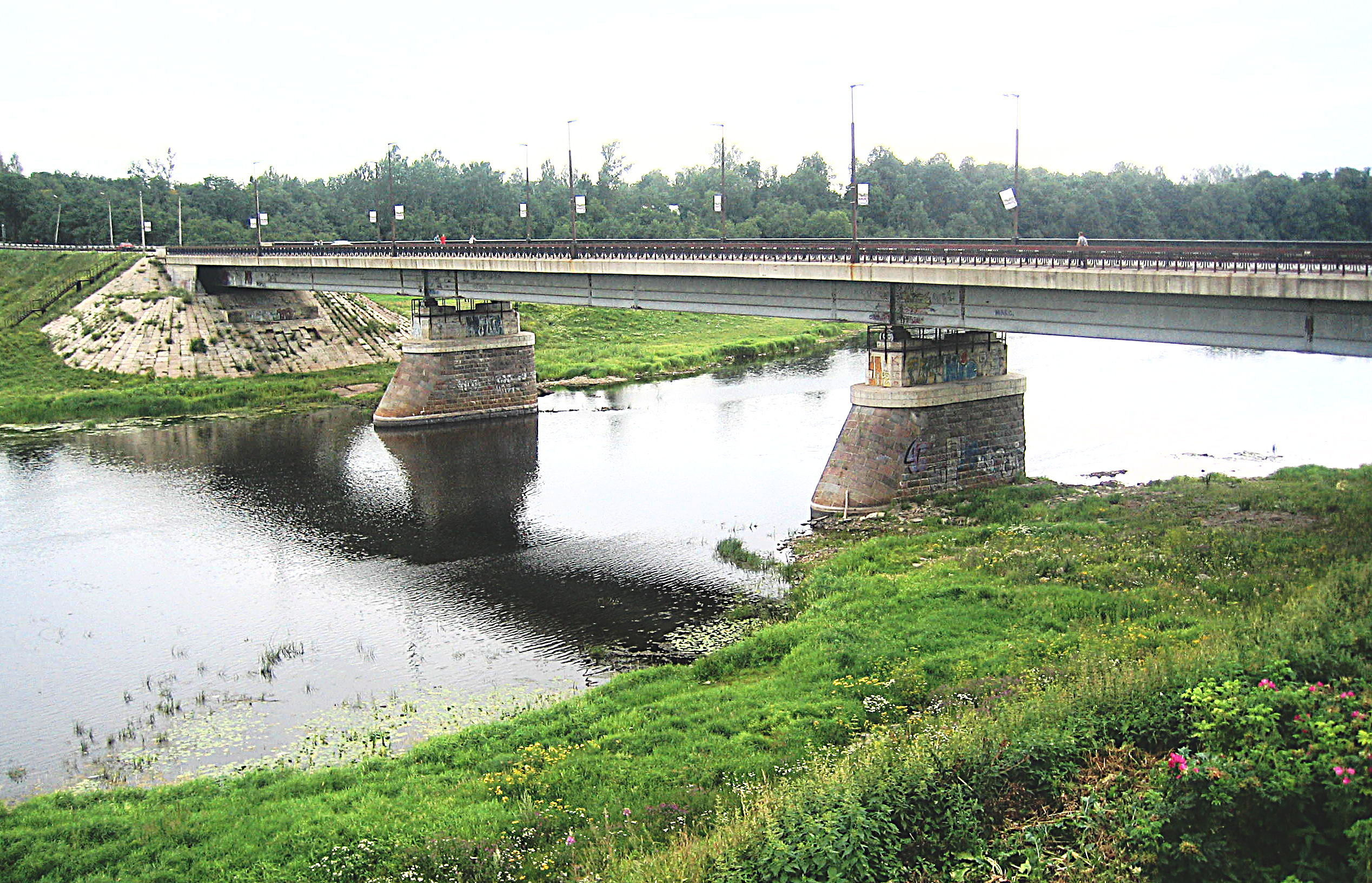
キンギセップ内
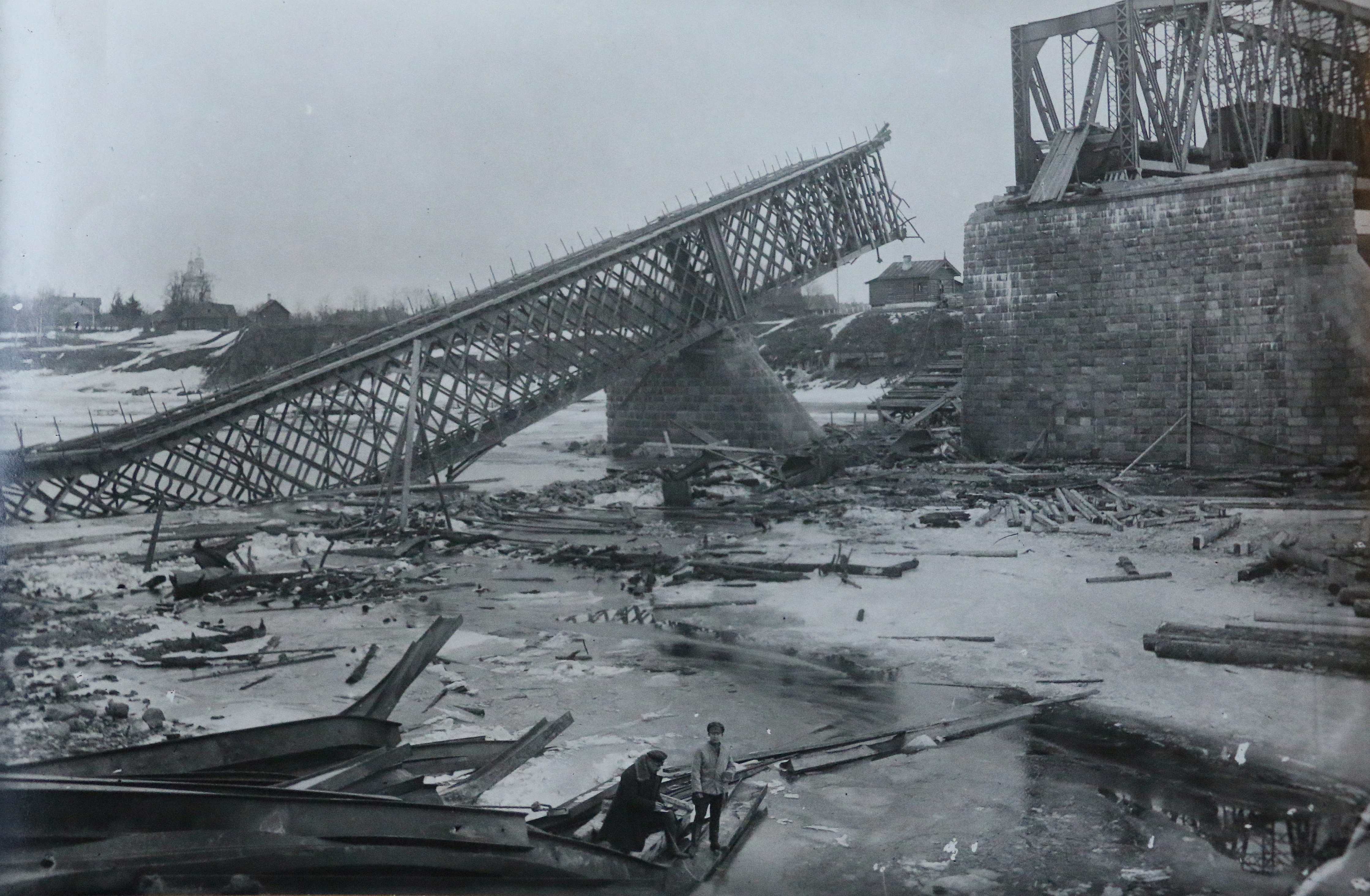
1919年、ロシア内戦で破壊されたキンギセップ（当時ヤムブルグ）の橋